# Plakothira perlmanii
Plakothira perlmanii är en brännreveväxtart som beskrevs av Jacques Florence. Plakothira perlmanii ingår i släktet Plakothira och familjen brännreveväxter. Inga underarter finns listade i Catalogue of Life.